# 発送電分離
発送電分離（はっそうでんぶんり）とは、電力会社の発電事業と送電（配電を含む広義の送電）事業を分離することである。

## 解説
発送電分離のメリットとしては新規事業者の参入で市場競争が生まれ、電気料金値下げにつながることとされているが、発送電分離がなされた国や地域で電気料金が下がった事例は存在せず、現実には電気料金は値上がりしている。
デメリットとしては、電力会社が効率を重視しすぎるため投資を抑え、結果的に国全体の発電能力の低下や設備の老朽化を招き、電力供給が不安定化することである。また、海外の企業が参入することで、有事の際には自国内の送電システムに対立国が介入する危険性がある。
このため、日本の電力会社や専門家は「電力の安定供給が脅かされる」として発送電分離に反対していた。

## 経緯
欧米では1990年代半ばに、発送電分離に基づき電力自由化の法律ができ、送電線が開放されたが、日本では発送電分離を行わずに電力自由化がなされた。
2013年（平成25年）2月2日、経済産業省は2017年から2019年度に実施する方向で調整に入った。また、与党・自由民主党は2013年（平成25年）3月29日の総務会で、2020年4月1日に、電力会社から送配電部門を切り離す「発送電分離」と電気料金の全面自由化を実施する、電力改革の日本政府方針案を了承した。
なお屋久島においては、先行して発送電分離が1960年（昭和35年）より行われている（「屋久島電工#水力発電」参照）。
2016年（平成28年）4月1日に東京電力が発送電分離し送配電を一般送配電事業者の東京電力パワーグリッドに移管され、合わせて東京電力も東京電力ホールディングスに社名変更した。それ以外の発送電企業も沖縄電力を除き2020年（令和2年）4月1日に一般送配電事業者の北海道電力ネットワーク、東北電力ネットワーク、中部電力パワーグリッド、北陸電力送配電、関西電力送配電、中国電力ネットワーク、四国電力送配電、九州電力送配電、電源開発送変電ネットワーク（J-POWER送変電）にそれぞれ移管した。

## 議論

### 肯定派
- 経済学者の八田達夫は「発電事業者間の競争を促すためには、給電指令所は公平にすべての発電事業者を扱う必要がある。それによって実力のある新規参入者が公平に参入できるようになる。発電と送電とを同じ会社が持っていると、公平に扱うことは難しくなる。したがって、発送電分離が必要となる」と指摘している[9]。
- 経済学者の高橋洋一は「電力の自由化をやれば、エネルギーの最適な組み合わせは達成できる」[10]「発送電分離などを実行すれば、長期的にコストが高い原発を、電力業者が漸次フェードアウトしていくことが可能である」[11]と指摘している。
- 経済学者の円居総一は「発送電の分離・自由化が進めば、発電体系・送配電体系が変わり、電力の効率性・供給基盤の強化が促進される」と指摘している[12]。円居は「発電・送配電の分離を中心に電力の自由化を進めれば、価格機能が働くようになり、市場メカニズムを通じて原子力発電への依存は加速的に低下していく」と指摘している[13]。

### 否定派
- 中野剛志は発送電を分離しても技術的・経済的な問題があることから再生可能エネルギー等の新エネルギーの普及は進まないとしている[14]。
- 電力改革研究会は、発送電分離がなされたドイツでは、政府による補助金や規制で無理やり電力システムを維持しているのが実態であるとしている[15]。